# Agathis albolineata
Agathis albolineata är en stekelart som beskrevs av Cameron 1906. Agathis albolineata ingår i släktet Agathis och familjen bracksteklar. Inga underarter finns listade i Catalogue of Life.